# Европорт

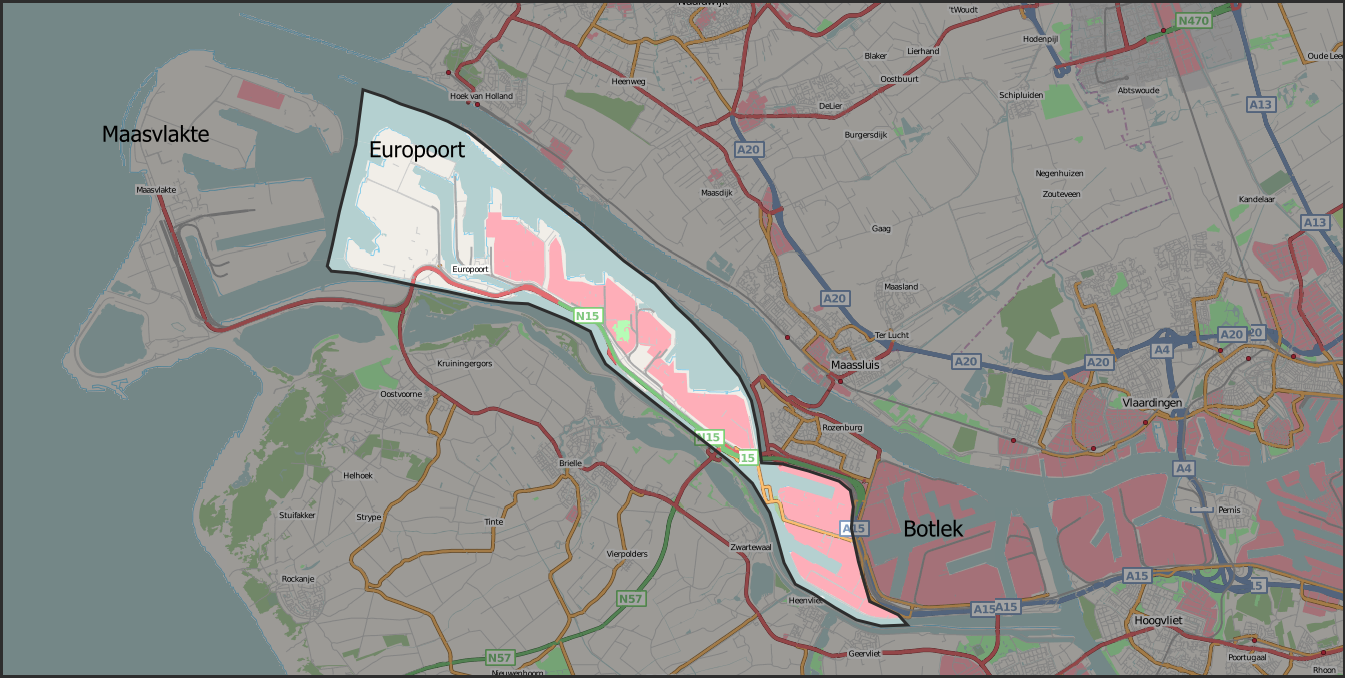
Европорт на карте Роттердама

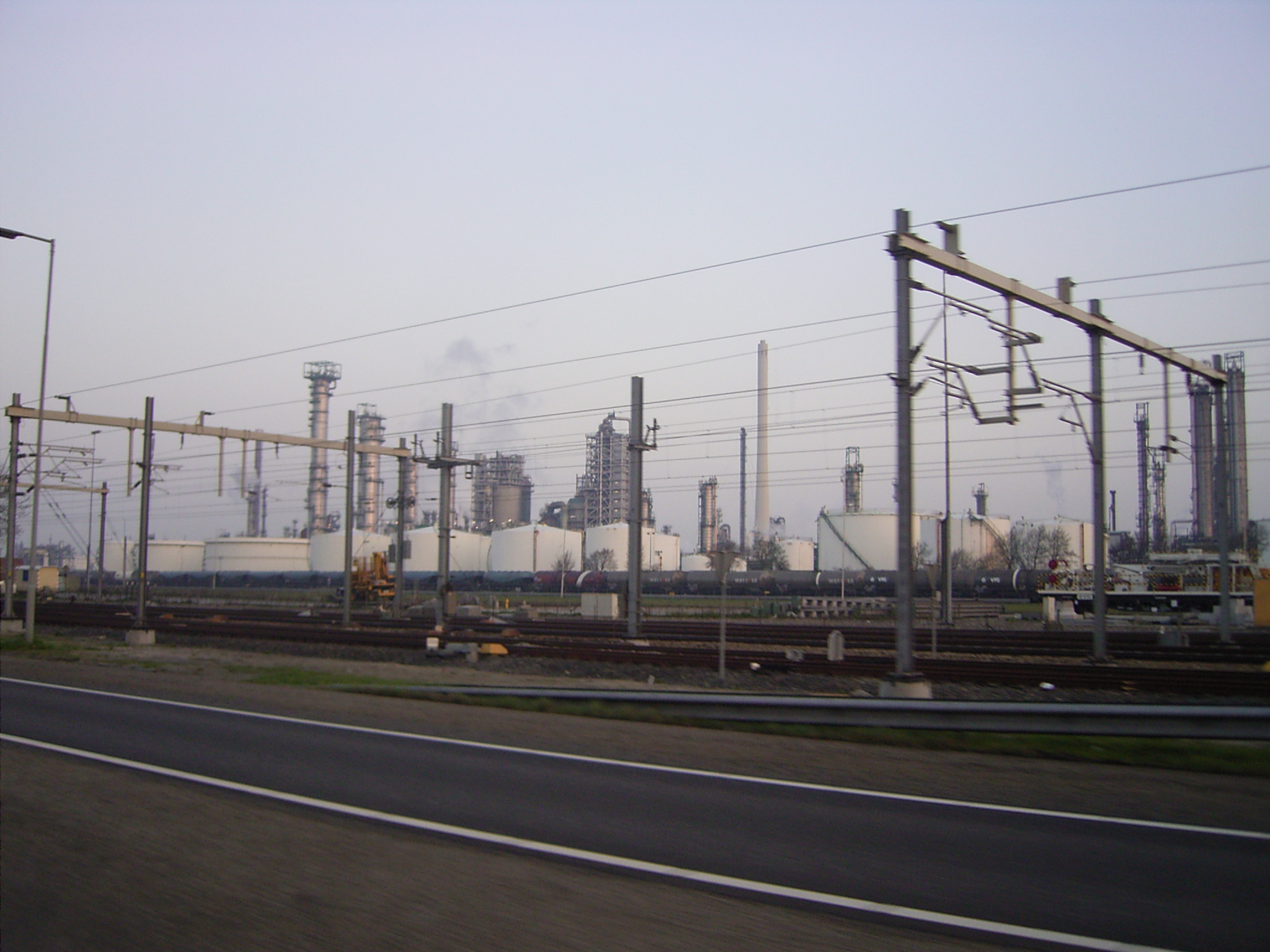
Нефтехранилища порта, на заднем плане видны строения нефтеперерабатывающих заводов

Европорт — часть морского порта в Роттердаме, построенная в 1960-х — 1970-х гг. для приёма крупнотоннажных танкеров на территориях, намытых в западной части дельты Рейна и Мааса.
Основное направление деятельности Европорта — обслуживание нефтеперерабатывающих заводов, а также предприятий угольной и металлургической промышленности. Кроме того, в порту есть автомобильные и контейнерные терминалы.

## История
Роттердам был исторически связан с морскими перевозками и торговлей благодаря своей близости к морю. Здесь на берегах многочисленных рек и протоков находились доки, которые обслуживали один из крупнейших мировых портов. В XIX веке между реками Рейн и Маас был прорыт канал, а на существующих водных путях значительно увеличена глубина. На протяжении первой половины XX века порт расширялся, строились новые доки и складские помещения, а с 1970-х годов порт начал развиваться в сторону моря. Этот проект получил название «Европорт».

## Роль порта в экономике Европы
Основной фактор, влияющий на большую пропускную способность грузов — это наличие эстуариев Рейна и Мааса. Благодаря им, Роттердам соединен с Рурской областью Германии, а также с промышленными зонами Швейцарии, Бельгии и Франции.
Европорт конкурирует с терминалами Антверпена благодаря своей транзитной функции — он подключен к нидерландской железнодорожной сети и шоссе А15. Вдоль южного (правого) берега Мааса от железнодорожной линии Роттердам—Дордрехт идёт отдельная электрифицированная двухколейная железнодорожная ветка. По ней нет пассажирского сообщения, и она целиком обслуживает Европорт.
Здесь же работает крупнейший паром в мире, перевозящий пассажиров и грузы из Нидерландов в Великобританию.